# Diócesis de Creo
La Sede titular de Creo es una diócesis titular católica de la arquidiócesis de Tirana-Durrës

## Historia
La diócesis fue erigida en el siglo XIII y suprimida en el siglo XVI, mencionándose su último obispo en 1525. Fue restablecida en 1925 y renombrada en 1933.

## Episcopologio

### Ordinarios
- Romano (antes de 1286 - después de 1298 )
- Andrea I (antes de 1318 - después de 1320 )
- Gregory
- Andrés II, OFM (8 de junio de 1366 -?)
- John
- Walter, OESA (20 de febrero de 1400 - 13 de abril de 1405)
- Sylvester
- Pablo ( 8 de marzo de 1458 -?)
- Pedro de Varnis (o Brutus) † ( 23 de agosto de 1468 - sobre 1471 nombrado obispo de Kotor)
- Sgura Elias, OP ( 2 de agosto de 1471 - fallecido)
- Nicolás de Monte ( 29 de marzo de 1476 - 14 de febrero de 1483 nombrado obispo de Quirón)
- Martino di Porto, OFM ( 18 de febrero de 1498 -?)
- Pablo
- Martin ( 15 de diciembre de 1507 -?)
- Andrea Lagogne, O. Cist. ( 24 de agosto de 1515 -?)
- Matthaeus Unadopya ( 20 de abril de 1517 -?)
- Ferdinandus de Saxamone ( 17 de diciembre de 1517 -?)
- Reucon de Franciscus (de Trei), CRSA ( 10 de diciembre de 1518 -?)
- Francisco de Scio, OFM Conv. ( 18 de enero de 1525 -?)
- Jean de Vaulx ( 16 de abril de 1540 -?)
- Jean Vallier ( 1 de marzo de 1542 -?)

### Titulares
- Isidoro Aparici Gilart (25 de enero de 1694 - 1 de enero de 1711)
- Giovanni Battista di Mandello, O.F.M. (17 de febrero de 1792 - 23 de junio de 1804)
- Andrea Canova, O.F.M. Cap. (diciembre de 1847 - 9 de agosto de 1866)
- Moise Amberbojan, C.A.M. (7 de febrero de 1885 - )
- Giovanni Barcia (20 de abril de 1902 - )
- Antônio José dos Santos, C.M. (13 de diciembre de 1918 - 22 de noviembre de 1929)
- Crisanto Luque Sánchez (16 de enero de 1931 - 9 de septiembre de 1932)
- John Bernard MacGinley (26 de septiembre de 1932 - 18 de octubre de 1969 )
- Evelio Ramos Díaz (26 de octubre de 1970 - 25 de noviembre de 1976 )
- Edgardo Gabriel Storni (4 de enero de 1977 - 28 de agosto de 1984)
- Santiago García Aracil (20 de noviembre de 1984 - 31 de mayo de 1988)
- Michel Malo, Ist. del Prado (1 de septiembre de 1988 - 29 de marzo de 1996)
- Emilio Simeon Alluè, S.D.B. (24 de julio de 1996 - )